# ميديا بريما
ميديا بريما بيرهاد (MYX: 4502) هي مجموعة إعلامية وترفيهية ماليزية مقرها في بيتالينج جايا، سيلانجور. إنها أكبر شركة إعلامية وترفيهية في ماليزيا ولها أعمال في التلفزيون والمطبوعات والراديو والإعلان خارج المنزل وإنشاء المحتوى والوسائط الرقمية. لدى المجموعة أربع قنوات تلفزيونية - تي في 3 وإن تي في 7 و8TV وTV9 وأربع محطات إذاعية - Fly FM وHot FM وOne FM وKool FM. ميديا بريما هو أيضًا مالك نيو ستريتس تايمز بريز، وهو أكبر ناشر للصحيفة في ماليزيا وله ثلاث علامات تجارية إخبارية وطنية - نيو ستريتس تايمز وبريتا هاريان وهاريان مترو.
تحتل المجموعة حاليًا المرتبة الثالثة في ماليزيا من حيث الوصول الرقمي بعد الاستحواذ عام 2017 على ريف أسيا القابضة، إحدى مجموعات الوسائط الرقمية الرائدة في جنوب شرق آسيا.  في عام 2018، أصبحت ميديا بريما الخيار الأول لمحتوى الهاتف المحمول قبل جوجل وفيسبوك.